# Bitwa pod Pleszczenicą
Bitwa pod Pleszczenicą – część wielkiej bitwy nad Berezyną. Walki pododdziałów Grupy płk. Stanisława Kaliszka z sowiecką 5 Dywizją Strzelców w czasie majowej ofensywy wojsk Michaiła Tuchaczewskiego w okresie wojny polsko-bolszewickiej.

## Sytuacja ogólna
14 maja 1920 wojska Frontu Zachodniego Michaiła Tuchaczewskiego przeszły do ofensywy.
15 Armia Korka i Grupa Północna Siergiejewa uderzyły na pozycje oddziałów 8 Dywizji Piechoty i 1 Dywizji Litewsko-Białoruskiej w ogólnym kierunku na Głębokie.
16 Armia Sołłohuba wykonała uderzenie pomocnicze w kierunku Mińska.
W rejonie Lepla i Uszacza oddziały 1 Dywizji L-B i 13 pułku piechoty z 8 Dywizji Piechoty nie wytrzymały uderzenia 4., 11., 56. i 5. Dywizji Strzelców i rozpoczęły odwrót.
Następnego dnia bez powodzenia kontratakowała odwodowa 3 Dywizja Piechoty Legionów. Stanowisk wzdłuż linii jezior Dzwony – Pyszno – Osieczyszcze nie udało się utrzymać.
Na styku 8 DP i 1 DLB wytworzyła się luka otwierająca przeciwnikowi kierunek na Mołodeczno.
Wobec tego zagrożenia 1 Armia otrzymała z Odwodu Naczelnego Wodza, zgrupowaną w rejonie Mołodeczna, 17 Wielkopolską Dywizje Piechoty.
W dniach od 16 do 18 maja oddziały polskie broniły się nad górną Berezyną i odpierały bolszewickie ataki.
Jednak 5 Dywizji Strzelców udało się sforsować rzekę pod Mościszczem, odrzucić broniącą się tam II Brygadę Litewsko-Białoruską i opanować Lipsk.
W tym czasie 15 Armia Korka wykonywała główne uderzenie wzdłuż linii kolejowej na Mołodeczno. Jej zasadnicze zgrupowanie osłaniała od południa 53 Dywizja Strzelców, a od północy Grupa Północna.
21 maja 1 Armia została wzmocniona ściągniętą z rejonu Wilna 10 Dywizją Piechoty. Dywizja ta obsadziła linie obronną między Szarkowszczyzną a Kozianami. Umożliwiło to wycofującym się 8 DP i 1 DLB oderwanie się od przeciwnika i zreorganizowanie oddziałów.
23 maja rozpoczął się ogólny odwrót wojsk polskich na linię Dryssa – Przedbrodzie – Duniłowicze – Budsław – rzeka Serwecz – Milcza – rzeka Omniszewka.
Tutaj jednak także nie zdołano zorganizować trwałej obrony.
Naczelne Dowództwo Wojska Polskiego postanowiło zażegnać niebezpieczeństwo nad Berezyną w sposób zaczepny. Bezpośrednie dowodzenie przejął Naczelny Wódz.
W rejonie Święcian koncentrowała się nowo sformowana Armia Rezerwowa gen. Kazimierza Sosnkowskiego.

## Sytuacja szczegółowa
Po rozpoczęciu sowieckiej ofensywy dowódca Frontu gen. Szeptycki zdecydował wzmocnić skrzydłową 2 Dywizję Piechoty Legionów. Stojący nad Berezyną, 24 pułk piechoty otrzymał I i III bataliony 4 pułku piechoty Legionów.
Celem utrzymania łączności taktycznej z 1 Dywizją Litewsko-Białoruską, wydzielona została grupa kpt. Patera w składzie I i III bataliony 24 pułku piechoty.
Nocą z 20 na 21 maja sowiecka 86 Brygada Strzelców zdołała sforsować Berezynę pod wsią Bród obsadzoną przez 9 kompanię 4 pułku piechoty Legionów. Mimo kontrataku wykonanymi siłami 5/24 pp, nie zdołano zlikwidować sowieckiego przyczółka.
Sytuacja taktyczna na froncie wymusiła, że gen. Szeptycki nakazał 2 Dywizji Piechoty Legionów odwrót na linię Podwiejna – Huba – Smolary – Borowlany, a potem dalej za Cnę, do rejonu Pleszczenicy. Tu dywizję wzmocniono kolejnymi oddziałami. Były to dwa bataliony 64 pułku piechoty, batalion 32 pułku piechoty i 1 pułk szwoleżerów.
Na prawym skrzydle 2 DPLeg. zaczęła organizować obronę przybyła z Ukrainy 4 Dywizja Piechoty.

## Walki o Pleszczenicę
25 maja dowództwo nad oddziałami walczącymi w rejonie Pleszczenicy objął etatowy dowódca VIII Brygady Piechoty płk Stanisław Kaliszek.
Miasta broniła grupa w składzie: I i III bataliony 24 pułku piechoty, I i III bataliony 10 pułku piechoty, I i III bataliony 18 pułku piechoty, sześć baterii 14. i 4 pułków artylerii polowej. Grupa ta miała utrzymać łączność taktyczną oddziałami 1 Armii i osłonić koncentrację oddziałów 4 Dywizji Piechoty.
Szybko postępująca ofensywa Armii Czerwonej spowodowała, że Sowieci ubiegli Polaków i 25 maja 5 Dywizja Strzelców opanowała miasto.
Polacy musieli zdobywać je od nowa.
26 maja Grupa płk. Kaliszka przeszła do natarcia. III/10 pułku piechoty obszedł lasami prawe skrzydło nieprzyjaciela, a pozostałe oddziały uderzyły od czoła. Pojawienie się Polaków na tyłach obrony sowieckiej spowodowało wybuch paniki i szybki odwrót oddziałów 5 DS. W ten sposób została nawiązana łączność taktyczna z IV Brygadą Piechoty Legionów walczącą pod Zamoszem. Obronę miasta zorganizowały 10. i 18. pułki piechoty.
Już 28 maja na miasto ponownie uderzyła sowiecka 5 Dywizja Strzelców i wyrzuciła z miasta oddziały polskie.
W następnym dniu grupa płk. Kaliszka, wzmocniona dwoma batalionami 15 Wielkopolskiej Dywizji Piechoty zmusiła przeciwnika do opuszczenia tej miejscowości.

## Bilans walk
Oddziały Grupy płk. Stanisława Kaliszka utrzymały Pleszczenicę, a 31 maja w całości weszły w skład Grupy Operacyjnej gen. Skierskiego. Zwycięstwo dało GO dobre podstawy wyjściowe do kontrofensywy polskiej rozpoczętej 1 czerwca 1920.
Dzień bitwy pod Pleszczenicą stał się dniem święta 61 pułku piechoty.